# Petr z Ailly
Petr z Ailly či Pierre d'Ailly (latinsky Petrus Aliacensis nebo Petrus de Alliaco) (1351 – 9. srpna 1420) byl francouzský teolog, filosof, logik, astrolog a kardinál. Narodil se v Compiègne, studoval v Paříži, v letech 1385 až 1395 byl kancléřem zdejší univerzity. Stal se biskupem v Cambrai a kardinálem. Účastnil se koncilů v Pise a Kostnici, kde se mimo jiné podílel na procesu s Janem Husem. Psal texty jak na církevní témata (papežské schizma, reforma církve), tak i práce filosofické (věnované např. logice), či z dalších disciplín (kosmologie, komputistika, astrologie apod.). Jeho kosmografická práce Imago Mundi sloužila Kolumbovi jako podklad při odhadech velikosti Země. Po Petrovi z Ailly je pojmenován měsíční kráter Aliacensis.

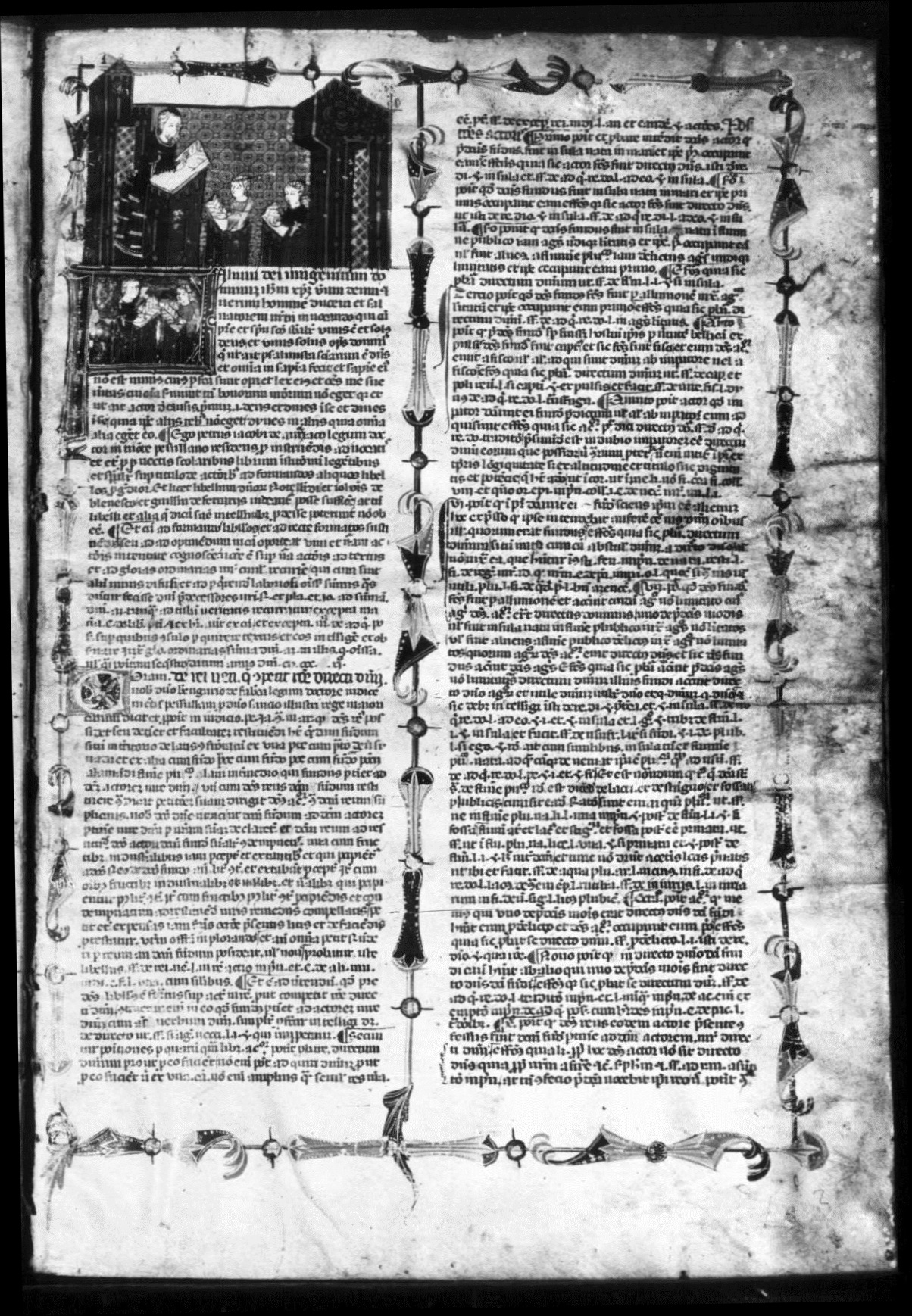
Lectura ad formandos libellos, Toledo, Biblioteca de la Catedral de Toledo.

## Logika
V logice rozpracoval Ockhamovu teorii mentálního jazyka (spis Conceptus) a využil ji k řešení insolubilií, tj. autoreferenčních sémantických paradoxů (spis Insolubilia). Dále se proslavil útokem na modistickou sémantiku vedeným z pozic terministické logiky (spis Destructiones modorum significandi – možná je mu připisován mylně).